# Tricyphona ericarum
Tricyphona ericarum är en tvåvingeart som först beskrevs av Alexander 1966.  Tricyphona ericarum ingår i släktet Tricyphona och familjen hårögonharkrankar. Inga underarter finns listade i Catalogue of Life.